# بشير حمادي
بشير حمادي، صحفي وإعلامي جزائري ولد في 13 مارس 1968 في بني مسلم بلدية خيري وادي العجول ولاية جيجل. يعتبر عميد الصحفيين الجزائريين توفي في 23 نوفمبر 2016 عن عمر ناهز 65 سنة.